# E373
La ruta europea E373 és una carretera que forma part de la Xarxa de carreteres europees. Comença a Lublin (Polònia) i finalitza a Kíev (Ucraïna). Té una longitud de 616 km. Té una orientació de nord a sud.